# PDK2
PDK2 (англ. Pyruvate dehydrogenase kinase 2) – білок, який кодується однойменним геном, розташованим у людей на короткому плечі 17-ї хромосоми. Довжина поліпептидного ланцюга білка становить 407 амінокислот, а молекулярна маса — 46 154.
| 10         |  | 20         |  | 30         |  | 40         |  | 50         |
| ---------- |  | ---------- |  | ---------- |  | ---------- |  | ---------- |
| MRWVWALLKN |  | ASLAGAPKYI |  | EHFSKFSPSP |  | LSMKQFLDFG |  | SSNACEKTSF |
| TFLRQELPVR |  | LANIMKEINL |  | LPDRVLSTPS |  | VQLVQSWYVQ |  | SLLDIMEFLD |
| KDPEDHRTLS |  | QFTDALVTIR |  | NRHNDVVPTM |  | AQGVLEYKDT |  | YGDDPVSNQN |
| IQYFLDRFYL |  | SRISIRMLIN |  | QHTLIFDGST |  | NPAHPKHIGS |  | IDPNCNVSEV |
| VKDAYDMAKL |  | LCDKYYMASP |  | DLEIQEINAA |  | NSKQPIHMVY |  | VPSHLYHMLF |
| ELFKNAMRAT |  | VESHESSLIL |  | PPIKVMVALG |  | EEDLSIKMSD |  | RGGGVPLRKI |
| ERLFSYMYST |  | APTPQPGTGG |  | TPLAGFGYGL |  | PISRLYAKYF |  | QGDLQLFSME |
| GFGTDAVIYL |  | KALSTDSVER |  | LPVYNKSAWR |  | HYQTIQEAGD |  | WCVPSTEPKN |
| TSTYRVS    |  |            |  |            |  |            |  |            |

A: Аланін

C: Цистеїн

D: Аспарагінова кислота

E: Глутамінова кислота

F: Фенілаланін

G: Гліцин

H: Гістидин

I: Ізолейцин

K: Лізин

L: Лейцин

M: Метіонін

N: Аспарагін

P: Пролін

Q: Глутамін

R: Аргінін

S: Серин

T: Треонін

V: Валін

W: Триптофан

Кодований геном білок за функціями належить до трансфераз, кіназ. 
Задіяний у таких біологічних процесах, як вуглеводний обмін, обмін глюкози, альтернативний сплайсинг. 
Білок має сайт для зв'язування з АТФ, нуклеотидами. 
Локалізований у мітохондрії.